# San Carlo all'Arena
(Stendhal)
San Carlo all'Arena è un quartiere di Napoli, che, assieme al quartiere Stella, forma la terza municipalità del comune.
Con i suoi oltre 70.000 residenti è il terzo quartiere di Napoli per popolazione, dopo Fuorigrotta e Ponticelli. Confina a sud coi quartieri San Lorenzo (via Foria, Piazza Carlo III, via Don Bosco) e Vicaria (via Don Bosco), a sud-ovest con il quartiere Stella, a sud con il quartiere Arenella (via Michele Petravalle), a ovest col quartiere Chiaiano (via Tommaso De Amicis, Vallone Saliscendi), a nord coi quartieri Piscinola (Vallone Saliscendi, via Vecchia S.Rocco), Miano, Secondigliano (via comunale Vecchia di Miano, Piazza Di Vittorio), a est coi quartieri Poggioreale (via Don Bosco, via Comandante Umberto Maddalena) e San Pietro a Patierno (via Comandante Umberto Maddalena, Piazza Di Vittorio).

## Monumenti e luoghi d'interesse
Da via Foria si raggiunge l'Orto Botanico di Napoli percorrendo via Michele Tenore con la chiesa di Santa Maria degli Angeli alle Croci, progettata da Cosimo Fanzago nel 1638. Al termine di via Foria, vi è piazza Carlo III, sulla quale domina il prospetto del Real Albergo dei Poveri, enorme costruzione con un fronte di circa 354 m. Voluta da Carlo di Borbone, iniziò nel 1751 su progetto di Ferdinando Fuga ma non fu mai completata.
Da piazza Carlo III percorrendo via Arenaccia troviamo i Ponti Rossi, siti nell'omonima via, costruzione romana di epoca Claudia. Salendo poi dalla stessa via si trova il Parco di Capodimonte di epoca Borbonica, all'interno del quale è situato il Museo di Capodimonte. Di fronte al bosco di Capodimonte sulla via S. Antonio a Capodimonte vi è l'Osservatorio Astronomico di Capodimonte costruito in era Napoleonica.
A ridosso della piazza Carlo III, si trova la piazza Sant'Eframo Vecchio, dove è ubicata la Chiesa di Sant'Eframo Vecchio, convento di cappuccini del XIII secolo.
L'erta su cui sorge l'Osservatorio Astronomico fu nel secolo XVI chiamata "di Miradois" (nome che sussiste nella salita Miradois, che da via Foria si arrampica sulla collina). Così era chiamata da una corruzione della voce spagnola "mirador", belvedere, perché da quel sito si ha una vista di tutta la città.